# Еллі Віберт Дуглас
Еллі (або Аліса) Віберт Дуглас (англ. Allie Vibert Douglas; 15 грудня 1894, Монреаль — 2 липня 1988, Кінгстон) — канадська астрономка. Перша канадська жінка, що стала астрофізикинею.

## Життєпис
Еллі Дуглас народилася в Монреалі, провінція Квебек, 15 грудня 1894 року. Оскільки її батьки померли у рік її народження, спочатку жила в Лондоні з бабусею та братом Джорджем Вібертом Дугласом. Їхнім дідусем був преподобний Джордж Дуглас, видатний методист, міністр і викладач. У 1904 році Еллі з братом повернулася до Монреаля, де обоє навчалися в Westmount Academy. Зростаючи, Дуглас цікавилася наукою, але відчувала, що її стать є перешкодою для здобуття не лише вищої освіти.
У середній школі їй відмовили в прийомі до невеликого наукового клубу, бо вона була жінкою. Брат допоміг їй обійти цю проблему, залишивши двері відчиненими, щоб Еллі могла слухати лекції, сидячи поза класом. Еллі закінчила навчання у своєму класі і отримала стипендію в Університеті Макгілла.
У 1912 році почала навчання математиці та фізиці в Макгіллі, але заняття були перервані протягом третього року у зв'язку з початком Першої світової війни. Брат зареєструвався офіцером і служив поблизу Лондона. Незабаром він запропонував, щоб Еллі та їхні дві тітки, Міна та Мері, перебралися з ним до Лондона, де він на той час працював у Військовому відомстві статистом.

## Наукова діяльність
У 1918 році, у віці 23 років, Еллі Дуглас за свою роботу була нагороджена орденом Британської імперії.
Здобула ступінь бакалавра в 1919 році, наступного року — магістра природничих наук і доктора філософії у 1926 році.
Повернувшись до Монреаля в 1920 році, Еллі Дуглас продовжила навчання, отримавши ступінь бакалавра, а потім закінчила магістратуру в 1921 році. Далі перейшла до Кембриджа, навчаючись у Артура Еддінгтона, одного з провідних астрономів того часу, де здобула ступінь докторки філософії з астрофізики в 1925 році і була першою людиною, яка отримала його від університету Квебеку, і однією з перших жінок, що досягли цього в Північній Америці. Дуглас написала біографію Еддінгтона «Життя Артура Еддінгтона».
Дуглас займалася післядипломною роботою в Кавендіській лабораторії Кембриджського університету, де працювала з фізиком Ернестом Резерфордом та астрофізиком Артуром Еддінгтоном.
Після повернення до Канади Віберт Дуглас залишалася працювати в Університеті Макгілла ще протягом наступних 14 років. В 1939 переїхала до Королівського університету в Кінгстоні, де працювала на посаді деканки до 1958 року. Вона була професоркою астрономії з 1946 року до свого виходу на пенсію в 1964 році.
Співпрацюючи з Джоном Стюартом Фостером, Еллі Дуглас досліджувала спектри зірок типу А і В і ефект Старка, використовуючи астрофізичну обсерваторію Dominion. У 1947 році вона стала першою канадською президентом Міжнародного астрономічного союзу і представляла Канаду під час конференції ЮНЕСКО в Монтевідео, Уругвай, через сім років. Дуглас померла 2 липня 1988 року.

## Нагороди та пам'ять
У 1967 році Еллі Дуглас стала офіцеркою ордена Канади. У тому ж році Національна рада єврейських жінок назвала її однією з найвизначніших 10 жінок століття. У 1988 році, в рік її смерті, астероїд 3269 був названий на її честь — Віберт Дуглас. Вона також була членом Королівського астрономічного товариства у Великій Британії і президентом КАТК (Королівського Астрономічного Товариства Канади).
Кратер на Венері названий на честь Еллі Вілберт Дуглас: Vibert-Douglas Patera розташований на 11,6 ° південної широти і 194,3 ° східної довготи. Кратер майже круглий і має 45 км в діаметрі.